# Zdzisław Galicki
Zdzisław Wacław Galicki (ur. 2 kwietnia 1943 w Warszawie) – polski prawnik, doktor habilitowany nauk prawnych, profesor emerytowany Uniwersytetu Warszawskiego, specjalista w zakresie prawa międzynarodowego publicznego.

## Życiorys
W 1965 ukończył z wyróżnieniem studia prawnicze na Wydziale Prawa i Administracji Uniwersytetu Warszawskiego (seminarium Cezarego Berezowskiego). Po uzyskaniu tytułu magistra został stażystą, a następnie asystentem w Katedrze Prawa Międzynarodowego Publicznego UW, ucząc się m.in. od Manfreda Lachsa, Ludwika Ehrlicha, Alfonsa Klafkowskiego, Stanisława Nahlika, Krzysztofa Skubiszewskiego. W 1969 otrzymał tytuł Master of Laws na Uniwersytecie McGilla. W 1972 obronił na UW doktorat Charakter prawny międzynarodowych wzorców i zaleconych metod ICAO. W 1981 uzyskał stopień doktora habilitowanego nauk prawnych w zakresie prawa ze specjalnością prawo międzynarodowe na podstawie rozprawy naukowej pt. Terroryzm lotniczy w świetle prawa międzynarodowego.
Od ukończenia studiów zawodowo związany z WPiA UW, gdzie od 1991 pracował jako profesor nadzwyczajny. Pełnił m.in.funkcję dyrektora Instytutu Prawa Międzynarodowego WPiA UW oraz od 1990 założonego z jego inicjatywy Zakładu Prawa Lotniczego i Kosmicznego. Wykładał także m.in. w Wyższej Szkole Policji w Szczytnie i KSAP. Był profesorem wizytującym m.in. na Uniwersytecie w Addis Abebie (1978–1981 i 1986–1989) czy Uniwersytecie Nottingham (1992). Członek Komitetu Badań Kosmicznych i Satelitarnych Prezydium Polskiej Akademii Nauk.
Reprezentował Polskę przy szeregu organizacji. W latach 1995–1998 był przedstawicielem Polski na I, II, III i IV sesji Zgromadzenia i Rady Międzynarodowej Organizacji Dna Morskiego w Kingston. Trzykrotnie wybierany do Komisji Prawa Międzynarodowego ONZ (1997–2011), w tym jako przewodniczący (1999–2000) i wiceprzewodniczący (2010–2011).
Pracownik etatowy Departamentu Prawnego MSWiA, Biura Studiów i Ekspertyz Kancelarii Sejmu oraz w Doradczym Komitecie Prawnym przy MSZ, doradca ad hoc dla licznych innych instytucji publicznych.
Wypromował przeszło 20 doktorantów, w tym: Elżbietę Mikos-Skuzę (1991), Karola Karskiego (1998), Katarzynę Myszonę-Kostrzewę (1999), Aleksandra Gubrynowicza (2001), Henrykę Mościcką-Dendys (2007).

## Odznaczenia i uhonorowania
- W 2013 w związku z 70. rocznicą urodzin wydano na jego cześć publikację Prawo międzynarodowe – teraźniejszość, perspektywy, dylematy. Księga Jubileuszowa Profesora Zdzisława Galickiego, red. Elżbieta Mikos-Skuza, Katarzyna Myszona-Kostrzewa, Jerzy Poczobut, ISBN 978-83-264-4136-3.
- Krzyż Kawalerski Orderu Odrodzenia Polski (2011)[5]
- Złoty Krzyż Zasługi (1998)[6]
- Medal Komisji Edukacji Narodowej
- Złoty Krzyż Zasługi (1985)

## Wybrane publikacje
- Prawo lotnicze : komentarz (współautor, 2016)
- 50 lat konwencji tokijskiej – bezpieczeństwo żeglugi lotniczej z perspektywy przestrzeni powietrznej i kosmicznej : księga dedykowana Profesorowi Markowi Żyliczowi (red. nauk., wspólnie z: Katarzyna Myszona-Kostrzewa, 2014)
- Międzynarodowe prawo ochrony środowiska XXI wieku (red. nauk. wspólnie z: Aleksander Gubrynowicz, 2013)
- 50 lat Konwencji Wiedeńskiej – aktualna kondycja uregulowań dotyczących stosunków dyplomatycznych (współred. nauk.: Tomasz Kamiński, Katarzyna Myszona-Kostrzewa, 2012)
- Wykorzystanie przestrzeni kosmicznej : Świat, Europa, Polska (współred. nauk. Tomasz Kamiński, Katarzyna Myszona-Kostrzewa, 2010)
- 40 lat minęło : praktyka i perspektywy Konwencji Wiedeńskiej o prawie traktatów (współred. nauk. Tomasz Kamiński, Katarzyna Myszona-Kostrzewa, 2009)[1]
- Terroryzm lotniczy w świetle prawa międzynarodowego (1981)